# 18954 Sarahbounds
18954 Sarahbounds è un asteroide della fascia principale. Scoperto nel 2000, presenta un'orbita caratterizzata da un semiasse maggiore pari a 2,2356858 UA e da un'eccentricità di 0,1494082, inclinata di 5,09668° rispetto all'eclittica.